# Васильев, Александр Дмитриевич (генерал-майор)
Александр Дмитриевич Васильев (1898—1965) — генерал-майор артиллерии Советской Армии, участник Гражданской, советско-польской и Великой Отечественной войн.

## Биография
Александр Дмитриевич Васильев родился 19 октября 1898 года в деревне Гридино (ныне — Комсомольский район Ивановской области). В 1918 году окончил учительскую семинарию и поступил на службу в Рабоче-Крестьянскую Красную Армию. Участвовал в боях Гражданской войны, будучи красноармейцем 220-го Иваново-Вознесенского стрелкового полка. В 1920 году окончил артиллерийские командные курсы в Москве. Принимал участие в советско-польской войне, будучи комиссаром гаубичной батареи. В 1924 году окончил курсы пропагандистов. С 1926 года служил на командных должностях в различных артиллерийских частях. В 1927 году Васильев окончил артиллерийские курсы усовершенствования командного состава, в 1931 году — Военно-техническую академию имени Ф. Э. Дзержинского. С марта 1941 года командовал артиллерией 229-й стрелковой дивизии. В этой должности он встретил начало Великой Отечественной войны.
С первых дней Великой Отечественной войны — на её фронтах. Участвовал в Смоленском сражении, выходил из окружения. В августе 1941 года в районе Вязьмы получил ранение в обе ноги. По излечении принял командование над артиллерией 1-й ударной армии, однако уже вскоре был отозван назад и направлен на должность командующего артиллерией 2-го гвардейского стрелкового корпуса. Участвовал в Демянской и Городокской операциях, умело организовывая артиллерийскую поддержку действий частей корпуса. Когда в апреле 1942 года соединения стали переходить к обороне, Васильев на широком фронте распределил свою артиллерию так, что враг ни разу не сумел провести локальную операцию и потеснить корпус на каком-либо из закреплённых участков. В дальнейшем Васильев участвовал в освобождении Смоленской и Псковской областей, Белорусской ССР, Польши, боях в Восточной Пруссии. Ему удалось добиться максимально эффективного взаимодействия между артиллерией и другими родами войск, в первую очередь, с пехотой. Командование особенно отмечало его напряжённую и плодотворную работу во время форсирования Днепра и освобождения Могилёва, боёв за Гродно и крепость Осовец, а также при штурме Кёнигсберга.
После окончания войны продолжал службу в Советской Армии. Командовал крупными артиллерийскими соединениями, возглавлял артиллерию Западно-Сибирского, Восточно-Сибирского и Воронежского военных округов. В 1951 году окончил Высшие академические курсы при Высшей военной академии имени К. Е. Ворошилова. В октябре 1965 года вышел в отставку. Умер 20 октября 1965 года.

## Награды
- Орден Ленина (21 февраля 1945 года);
- 4 ордена Красного Знамени (3 июля 1943 года, 3 ноября 1944 года, 10 апреля 1945 года, 20 июня 1949 года);
- Орден Суворова 2-й степени (18 ноября 1944 года);
- Орден Кутузова 2-й степени (11 октября 1943 года);
- Орден Богдана Хмельницкого 2-й степени (29 июня 1945 года);
- Орден Отечественной войны 1-й степени (2 октября 1943 года);
- Медали «За оборону Москвы», «За взятие Кёнигсберга» и другие.